# Rhizedra pallidipennis
Rhizedra pallidipennis är en fjärilsart som beskrevs av W. Warren 1912. Rhizedra pallidipennis ingår i släktet Rhizedra och familjen nattflyn. Inga underarter finns listade.